# Verhnea Lîpîțea, Rohatîn
Verhnea Lîpîțea (în ucraineană Верхня Липиця) este localitatea de reședință a comunei Verhnea Lîpîțea din raionul Rohatîn, regiunea Ivano-Frankivsk, Ucraina.

## Demografie
Componența lingvistică a localității Verhnea Lîpîțea
     Ucraineană (99,86%)
     Alte limbi (0,14%)
Conform recensământului din 2001, majoritatea populației localității Verhnea Lîpîțea era vorbitoare de ucraineană (99,86%), existând în minoritate și vorbitori de alte limbi.